# Merrihueit
Merrihueit ist ein sehr selten vorkommendes Mineral aus der Mineralklasse der „Silikate und Germanate“. Es kristallisiert mit hexagonaler Symmetrie mit der Endgliedzusammensetzung K(Na◻)Fe2+2Fe2+3Si12O30. Strukturell gehört Merrihueit zur Milaritgruppe.
Merrihueit konnte bisher nur in Form mikrokristalliner Aggregate bis etwa 150 Mikrometer Größe und als Einschlüsse in Enstatit gefunden werden. Das Mineral ist durchscheinend und von grünlichblauer Farbe mit glasähnlichem Glanz auf den Oberflächen.

## Etymologie und Geschichte
Entdeckt wurde Merrihueit in Mineralproben des Mezö-Madaras-Meteoriten, der 1852 im Kreis Harghita in der rumänischen Region Siebenbürgen niedergegangen war. Beschrieben wurde das Mineral 1965 durch Robert T. Dodd Jr., W. Randall van Schmus und Ursula B. Marvin, die es nach dem damals kürzlich verstorbenen US-amerikanischen Geologen Craig M. Merrihue benannten.

## Klassifikation
In der letztmalig 1977 überarbeiteten 8. Auflage der Mineralsystematik nach Strunz gehörte der Merrihueit zur Mineralklasse der „Silikate“ und dort zur Abteilung „Ringsilikate (Cyclosilikate)“, wo er gemeinsam mit Armenit, Milarit, Osumilith, Roedderit, Sogdianit und Yagiit in der „Milaritgruppe“ mit der Systemnummer VIII/C.10 steht.
In der zuletzt 2018 überarbeiteten Lapis-Systematik nach Stefan Weiß, die formal auf der alten Systematik von Karl Hugo Strunz in der 8. Auflage basiert, erhielt das Mineral die System- und Mineralnummer VIII/E.22-060. Dies entspricht ebenfalls der Abteilung „Ringsilikate“, wo Merrihueit zusammen mit Agakhanovit-(Y), Almarudit, Armenit, Berezanskit, Brannockit, Chayesit, Darapiosit, Dusmatovit, Eifelit, Emeleusit, Faizievit, Friedrichbeckeit, Klöchit, Lipuit, Milarit, Oftedalit, Osumilith, Osumilith-(Mg), Poudretteit, Roedderit, Shibkovit, Sogdianit, Sugilith, Trattnerit, Yagiit und Yakovenchukit-(Y) die „Doppelte Sechserringe [Si12O30]12− – Milarit-Osumilith-Gruppe“ mit der Systemnummer VIII/E.22 bildet.
Die von der International Mineralogical Association (IMA) zuletzt 2009 aktualisierte 9. Auflage der Strunz’schen Mineralsystematik ordnet den Merrihueit ebenfalls in die Abteilung der „Ringsilikate“ ein. Diese ist weiter unterteilt nach der Struktur der Ringe, so dass das Mineral entsprechend seinem Aufbau in der Unterabteilung „[Si6O18]12−-Sechser-Doppelringe“ zu finden ist, wo es zusammen mit Almarudit, Armenit, Berezanskit, Brannockit, Chayesit, Darapiosit, Dusmatovit, Eifelit, Friedrichbeckeit, Klöchit, Milarit, Oftedalit, Osumilith, Osumilith-(Mg), Poudretteit, Roedderit, Shibkovit, Sogdianit, Sugilith, Trattnerit und Yagiit die „Milaritgruppe“ mit der System-Nr. 9.CM.05 bildet.
Die Systematik der Minerale nach Strunz (9. Auflage) wird von „Hudson Institute of Mineralogy“ in der Mineraldatenbank „Mindat.org“ weitergeführt. Hier gehört Merrihueit in die Klasse „Silicate und Germanate“ und die Abteilung der „Ringsilikate“ (englisch [Cyclosilicates). Diese ist weiter unterteilt nach der Zähligkeit und Multiplizität der Silicatringe und Merrihueit wird in der Unterabteilung „sechser-Doppelringe“ (englisch Si6O18]2- 6-membered double rings) mit der Systemnummer 9.CM geführt, zusammen mit den zuvor aufgeführten Mineralen der Milarit-Gruppe, den neu hinzugekommenen Mineralen Aluminosugilith und Laurentthomasit sowie dem verwandten Mineral Faizievit.
Auch die vorwiegend im englischen Sprachraum gebräuchliche Systematik der Minerale nach Dana ordnet den Merrihueit in die Klasse der „Silikate“ und dort in die Abteilung der „Ringsilikate: Kondensierte Ringe“ ein. Hier ist er in der „Milarit-Osumilith-Gruppe (Milarit-Osumilith-Untergruppe)“ mit der System-Nr. 63.02.01a innerhalb der Unterabteilung „Ringsilikate: Kondensierte, 6-gliedrige Ringe“ zu finden.

## Kristallstruktur
Merrihueit kristallisiert hexagonal in der Raumgruppe P6/mcc (Raumgruppen-Nr. 192) mit den Gitterparametern a = 10,14 Å und c = 14,22 Å sowie zwei Formeleinheiten pro Elementarzelle.

## Eigenschaften
Merrihueit ist pleochroitisch, das heißt, je nachdem aus welcher Richtung das Licht durch einen Kristall fällt, erscheint er in einer anderen Farbe. Bei Merrihueit schwankt die Farbe zwischen farblos und grünlichblau.
Der anhand des Mesö-Maradas-Materials ermittelte Brechungsindex beträgt 1,559 bis 1,592. Die Doppelbrechung ist mit δ = 0,011 niedrig bis moderat, was sich im Dünnschliff durch anomal blaue und violette Interferenzfarben äußert.

## Bildung und Fundorte
Im Mesö-Maradas-Chondrit ist Merrihueit ein Bestandteil der Chondren und dort im Wesentlichen mit Klinoenstatit, fayalitischem Olivin und Nickeleisen vergesellschaftet. Er tritt dort speziell in Form von Einschlüssen in verzwillingtem Klinoenstatit bzw. Klinobronzit auf, jedoch ist sein Anteil sehr gering. Fünf Dünnschliffe und 10 Gramm gemahlener Gesteinsprobe enthielten eine Gesamtmenge von nur wenigen Mikrogramm des Minerals.
Merrihueit irdischen Ursprunges ist weltweit bisher nur aus drei Fundorten bekannt (Stand 2014). Der bisher einzige bekannte Fundort in Deutschland ist der Steinbruch „Caspar“ am Ettringer Bellerberg bei Ettringen in der rheinland-pfälzischen Vulkaneifel. Des Weiteren ist Merrihueit in Proben von Vulkangestein basaltischer Zusammensetzung nachgewiesen worden. In einem miozänen Nephelin-Basanit aus Klöch in der Steiermark traten zonierte Kristalle der Merrihueit-Roedderit-Subgruppe auf, wobei der Randbereich eines dieser Kristalle die chemische Zusammensetzung eines Merrihueits aufwies.
Die Minerale der Osumilith-Gruppe entstehen offenbar generell bei hohen Temperaturen, wobei sich die Mg-reichen Minerale zudem bei hohem Druck, die Fe-reichen Minerale, zu denen auch Merrihueit gehört, bei eher geringem Druck bilden. Daher wird angenommen, dass der Merrihueit-Saum des Mineralkorns aus Klöch während des Aufstiegs des Magmas auskristallisiert ist.